# روبرت ستروبل
روبرت ستروبل (بالألمانية: Robert Strobl)‏ هو لاعب كرة قدم نمساوي في مركز الدفاع، ولد في 24 أكتوبر 1985 في النمسا. لعب مع نادي غروديغ ونادي هارتبيرغ.

## وصلات خارجية
- روبرت ستروبل على موقع قاعدة بيانات كرة القدم.إي يو (الإنجليزية)
- روبرت ستروبل على موقع Soccerway.com (الإنجليزية)
- روبرت ستروبل على موقع عالم كرة القدم.نت (الإنجليزية)